# Saskatchewan Rivers (circonscription saskatchewanaise)
Pour les articles homonymes, voir Saskatchewan (homonymie).
Circonscription électorale provinciale du Canada
Saskatchewan Rivers est une circonscription électorale provinciale de la Saskatchewan au Canada. Elle est représentée à l'Assemblée législative de la Saskatchewan depuis 1995.

## Géographie
La circonscription comprend les villes de Big River et Choiceland, ainsi que les villages de White Fox (en), Debden, Meath Park (en), Candle Lake (en), Smeaton (en), Christopher Lake (en).
En 2024, la circonscription comprend :
- Les communautés de Choiceland, Big River, Smeaton (en), Garrick (en), Weirdale (en), Meath Park (en), Paddockwood (en), Albertville, Henribourg, Honeymoon, Redwing (en), Buckland, Crutwell (en), Spruce Home (en), Holbein (en), Deer Ridge, Mayview, Christopher Lake (en), Northside (en), Canwood (en), Stump Lake, Debden, Nesslin Lake, Phillips Grove (en), Candle Lake (en) et Elk Ridge (en).
- Les municipalités rurales de Torch River No 488 (en), Garden River No 490 (en), Buckland No 491 (en), Shellbrook No 493 (en), Canwood No 494 (en), Paddockwood No 520 (en), Lakeland No 521 (en) et Big River No 555 (en).
- Les communautés Premières Nations de Little Red River, Montreal Lake (en), Bittern Lake 218 (en), Sturgeon Lake 101 (en), Ahtahkakoop 104 (en) et Big River 118 (en).
- Le parc national de Prince Albert et le parc provincial Candle Lake.

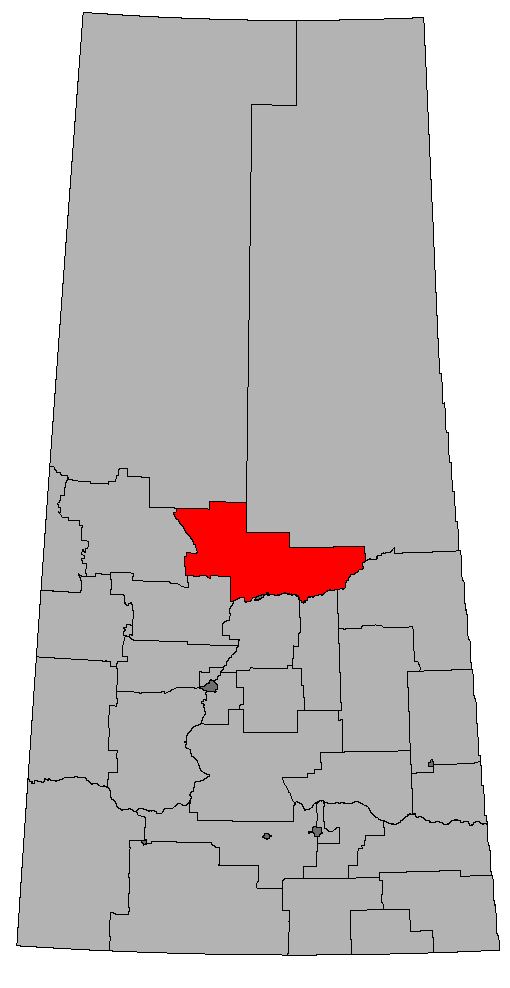
Frontière de la circonscription en 2016.
Frontière de la circonscription en 2022.

## Liste des députés
| Parlement                                                           | Années                                                              | Député                                                              | Député                                                              | Parti                                                               |
| Saskatchewan Rivers Circonscription issue de Shellbrook-Torch River | Saskatchewan Rivers Circonscription issue de Shellbrook-Torch River | Saskatchewan Rivers Circonscription issue de Shellbrook-Torch River | Saskatchewan Rivers Circonscription issue de Shellbrook-Torch River | Saskatchewan Rivers Circonscription issue de Shellbrook-Torch River |
| ------------------------------------------------------------------- | ------------------------------------------------------------------- | ------------------------------------------------------------------- | ------------------------------------------------------------------- | ------------------------------------------------------------------- |
| 23e                                                                 | 1995–1999                                                           |                                                                     | Jack Langford (en)                                                  | Néo-démocrate                                                       |
| 24e                                                                 | 1999–2003                                                           |                                                                     | Daryl Wiberg (en)                                                   | Saskatchewanais                                                     |
| 25e                                                                 | 2003–2007                                                           |                                                                     | Lon Borgerson (en)                                                  | Néo-démocrate                                                       |
| 26e                                                                 | 2007–2011                                                           |                                                                     | Nadine Wilson                                                       | Saskatchewanais                                                     |
| 27e                                                                 | 2011–2016                                                           |                                                                     | Nadine Wilson                                                       | Saskatchewanais                                                     |
| 28e                                                                 | 2016–2020                                                           |                                                                     | Nadine Wilson                                                       | Saskatchewanais                                                     |
| 29e                                                                 | 2020–2021                                                           |                                                                     | Nadine Wilson                                                       | Saskatchewanais                                                     |
| 29e                                                                 | 2021-2022                                                           |                                                                     | Nadine Wilson                                                       | Indépendante                                                        |
| 29e                                                                 | 2022-2024                                                           |                                                                     | Nadine Wilson                                                       | United (en)                                                         |
| 30e                                                                 | 2024–Actuel                                                         |                                                                     | Eric Schmalz (en)                                                   | Saskatchewanais                                                     |